# Дубиновка (Оренбургская область)
 Дубиновка  — железнодорожная станция в Кувандыкском городском округе Оренбургской области.

## География
Находится на левобережье Сакмары на расстоянии примерно 32 километров на запад от окружного центра города Кувандык.

## Климат
Климат умеренно-континентальный. Времена года выражены чётко. Среднегодовая температура по району изменяется от +4,0 °C до +4,8 °C. Самый холодный месяц года — январь, среднемесячная температура около −20,5…−35 °C. Атмосферных осадков за год выпадает от 300 до 450—550 мм, причём большая часть приходится на весенне-летний период (около 70 %). Снежный покров довольно устойчив, продолжительность его, в среднем, 150 дней.

## История
Ещё до её появления неподалёку возник хутор Дубиновский, известный с 1901 года. По нему и была именована станция, основанная в первой половине 1910-х годов при прокладке железной дороги. В советское время здесь поселились ногайцы из Кондуровки Саракташского района. До 2016 года входила в Зиянчуринский сельсовет Кувандыкского района, после реорганизации этих муниципальных образований в составе Кувандыкского городского округа.

## Население
Постоянное население составляло 549 человек в 2002 году (русские 73 %), 449 в 2010 году.